# Ваджир
Ваджир (сом. Wajeer) — місто в Кенії, адміністративний центр однойменного округу.

## Географія
Розташований на північному сході країни.

### Клімат
Місто знаходиться у зоні, котра характеризується кліматом помірних степів та напівпустель. Найтепліший місяць — березень із середньою температурою 29.4 °C (85 °F). Найхолодніший місяць — липень, із середньою температурою 25.6 °С (78 °F).
| Клімат Ваджира          | Клімат Ваджира | Клімат Ваджира | Клімат Ваджира | Клімат Ваджира | Клімат Ваджира | Клімат Ваджира | Клімат Ваджира | Клімат Ваджира | Клімат Ваджира | Клімат Ваджира | Клімат Ваджира | Клімат Ваджира | Клімат Ваджира |
| Показник                | Січ.           | Лют.           | Бер.           | Квіт.          | Трав.          | Черв.          | Лип.           | Серп.          | Вер.           | Жовт.          | Лист.          | Груд.          | Рік            |
| Абсолютний максимум, °C | 37             | 38             | 39             | 37             | 36             | 37             | 37             | 33             | 36             | 36             | 36             | 37             | 39             |
| Середній максимум, °C   | 35             | 35             | 35             | 34             | 33             | 32             | 31             | 31             | 32             | 33             | 32             | 33             | 33             |
| Середня температура, °C | 28             | 28             | 29             | 28             | 27             | 26             | 25             | 25             | 26             | 27             | 26             | 27             | 27             |
| Середній мінімум, °C    | 21             | 22             | 23             | 23             | 22             | 21             | 20             | 20             | 21             | 21             | 21             | 22             | 21             |
| Абсолютний мінімум, °C  | 16             | 17             | 18             | 18             | 18             | 17             | 16             | 16             | 17             | 16             | 17             | 17             | 16             |
| Норма опадів, мм        | 0              | 10             | 10             | 60             | 30             | 0              | 0              | 0              | 0              | 20             | 40             | 20             | 240            |
| Днів з дощем            | 0              | 1              | 1              | 5              | 3              | 0              | 0              | 0              | 0              | 2              | 3              | 2              | 21             |
| Вологість повітря, %    | 59             | 59             | 61             | 67             | 67             | 64             | 67             | 65             | 65             | 64             | 68             | 70             | 65             |
| ----------------------- | -------------- | -------------- | -------------- | -------------- | -------------- | -------------- | -------------- | -------------- | -------------- | -------------- | -------------- | -------------- | -------------- |
| Джерело: Weatherbase    |                |                |                |                |                |                |                |                |                |                |                |                |                |